# Quiero más
Quiero más es el tercer álbum de estudio de Patricia Manterola lanzado el 3 de noviembre de 1998.

## Pistas
| Quiero más |                                                               |          |  |
| N.º        | Título                                                        | Duración |  |
| 1.         | «Si te vas»                                                   | 3:53     |  |
| 2.         | «Quiero más»                                                  | 4:01     |  |
| 3.         | «Hoy me siento diferente»                                     | 4:05     |  |
| 4.         | «Luna llena»                                                  | 4:28     |  |
| 5.         | «Ya no eres el mismo»                                         | 3:33     |  |
| 6.         | «Te voy a enamorar»                                           | 3:53     |  |
| 7.         | «Para vivir sin ti»                                           | 3:50     |  |
| 8.         | «Tú y yo»                                                     |          |  |
| 9.         | «He decidido»                                                 | 3:30     |  |
| 10.        | «Baila conmigo»                                               | 3:21     |  |
| 11.        | «Seb's Latin Jungle Mix: Baila conmigo / Si te vas / Tú y yo» |          |  |

- Datos: Q7271835